# Lista de campeãs do carnaval de Nova Friburgo
Esta  e uma Lista de campeãs do Carnaval de Nova Friburgo. com escolas de samba e Blocos carnavalescos. onde não ocorreu desfile em: 1961, 1962, 1970, 2001,2011 e 2021 . No ano de 2015 não houve disputa entre as escolas de samba.